# 白鬚神社 (川越市吉田)
白鬚神社（しらひげじんじゃ）は、埼玉県川越市の神社。

## 歴史
創建年代は不明である。716年（霊亀2年）の高麗郡設置の際に、郡内各地に創建された白鬚神社の一つといわれている。「西光寺」が別当寺であった。西光寺は明治初期の神仏分離により、廃寺に追い込まれ、西光寺の僧侶は還俗して当社の神職となった。
1873年（明治6年）、近代社格制度に基づく「村社」に列せられ、1912年（明治45年）の神社合祀により周辺の4社が合祀された。そのうちの1社「稲荷神社」は1941年（昭和16年）に地元の出征兵士が参拝できる神社が近くにないという理由により復祀されている。

## 交通アクセス
- 鶴ヶ島駅より徒歩17分。